# هيدالغو مويا
هيدالغو مويا (بالإنجليزية: Hidalgo Moya)‏ هو مهندس معماري أمريكي، ولد في 5 مايو عام 1920، وتوفي في 3 أغسطس عام 1994.